# Mileti
Mileti este un sat din municipiul Podgorica, Muntenegru. Conform datelor de la recensământul din 2003, localitatea are 23 de locuitori (la recensământul din 1991 erau 18 locuitori).

## Demografie
În satul Mileti locuiesc 18 persoane adulte, iar vârsta medie a populației este de 45,9 de ani (40,9 la bărbați și 51,3 la femei). În localitate sunt 10 gospodării, iar numărul mediu de membri în gospodărie este de 2,30.
|  |

| Demografie | Demografie | Demografie |
| An         | Locuitori  | Locuitori  |
| ---------- | ---------- | ---------- |
|            |            |            |
|            |            |            |
|            |            |            |
|            |            |            |
| 1948       | 147        |            |
| 1953       | 144        |            |
| 1961       | 127        |            |
| 1971       | 72         |            |
| 1981       | 45         |            |
| 1991       | 18         | 18         |
| 2003       | 23         | 23         |

| \| Componența etnică conform recensământului din 2003[2] \| Componența etnică conform recensământului din 2003[2] \| Componența etnică conform recensământului din 2003[2] \| Componența etnică conform recensământului din 2003[2] \| Componența etnică conform recensământului din 2003[2] \| \| ----------------------------------------------------- \| ----------------------------------------------------- \| ----------------------------------------------------- \| ----------------------------------------------------- \| ----------------------------------------------------- \| \| \| \| \| \| \| \| Muntenegreni \| Muntenegreni \| \| 22 \| 95,65% \| \| Sârbi \| Sârbi \| \| 1 \| 4,34% \| \| necunoscută \| necunoscută \| \| 0 \| 0% \| |              |  |    |        |
| Componența etnică conform recensământului din 2003 |              |  |    |        |
| |              |  |    |        |
| Muntenegreni | Muntenegreni |  | 22 | 95,65% |
| Sârbi | Sârbi        |  | 1  | 4,34%  |
| necunoscută | necunoscută  |  | 0  | 0%     |